# Anton Gottlieb von der Goltz
Anton Gottlieb Freiherr von der Goltz (geb. 27. September 1746 in Wildenow, Neumark; gest. 21. Dezember 1821 in Königsberg i. Pr.) war ein preußischer Kammerpräsident und Landrat.

## Leben und Herkunft

Stammwappen derer von der Goltz

Anton Gottlieb Freiherr von der Goltz war Angehöriger des Adelsgeschlechts von der Goltz. Er war der Sohn von Christoph Ludwig von der Goltz (1700–1784), preußischer Capitain und Erbherr auf Raakow, seit 1743 auf Wildenow. Seine Mutter war Freifrau Johanna Auguste (1711–1788), Tochter des preußischen Obristen Wulf Christoph von Blanckensee (1674–1717) auf Schönwerder. Anton Gottlieb wurde zunächst privat unterrichtet, bevor er als 10-jähriger in ein Kadettenkorps eintrat und dort bis zu seinem 15. Lebensjahr blieb. Anschließend trat er in das Dragoner-Regiment von Ansbach-Bayreuth Nr. 5 ein und machte dort das letzte Jahr des Siebenjährigen Kriegs mit. Nach 12 Jahren Dienstzeit im Regiment wurde er infolge eines gebrochenen Arms nach einem Sturz vom Pferd im Rang eines Capitains vom Dienst verabschiedet. 
1777 wurde er von den Ständen zum Nachfolger von Wilhelm Ludwig von Sydow als Landrat des Kreises Friedeberg Nm. gewählt. Noch im gleichen Jahr beantragte er die Zulassung zum Rigorosum. Nachdem er am 15. November 1777 das Große Examen in Anwesenheit des Ministers Joachim Christian von Blumenthal bestanden hatte, wurde er offiziell zum Landrat ernannt. Im Juni 1781 wurde er von König Friedrich II. auf dessen Reise nach Westpreußen überprüft, mit dem Ergebnis, dass sich der König zufrieden zeigte. Mittels Reskript schickte ihn Friedrich II. am 26. Juni des Jahres nach Westpreußen, damit er eine Klage der Landstände des Netzedistrikts gegen die Bromberger Kammerdeputation untersuchen möge. Nachdem er seinen Bericht am 26. Juli 1781 immediat beim König vorgelegt hatte, wurde von der Goltz erst nach Potsdam und anschließend per Kabinettsorder im August des Jahres nach Pommern beordert. Hier sollte er sich mit Unterstützung des Finanzrats Johann Friedrich von Schütz Wissen über das Meliorationsgeschäft aneignen. Im September 1781 wurde David Friedrich von Braunschweig zu seinem Nachfolger als Landrat im Kreis Friedeberg Nm. ernannt, während von der Goltz am 30. Dezember 1781 Nachfolger des Kammerpräsidenten der Kriegs- und Domänenkammer in Königsberg und der Littauischen Kriegs- und Domänen-Kammer in Gumbinnen, Johann Friedrich von Domhardt, wurde. Nach fünfjähriger Amtszeit wurde er am  21. September 1786 als Kammerpräsident verabschiedet, in Königsberg folgte ihm Ernst Wilhelm Benjamin von Korckwitz und in Gumbinnen Wilhelm August von Grappendorf.

## Persönliches
Anton Gottlieb von der Goltz war seit 1783 Mitglied der Freimaurerloge Zum Todtenkopf und Phoenix. 1784 erwarb er die Güter Kallen und Kompehnen im Kreis Fischhausen im Wert von 17.000 Talern. Nach seiner Verabschiedung im Jahr 1786 lebte er auf seinen Gütern, wo er sich der Landwirtschaft zuwandte.

## Familie
Anton Gottlieb von der Goltz war seit 1783 mit Marie Friederike Amalie Leopoldine (1756–1837), geb. von Lettow aus dem Hause Hohenborn bei Bublitz in Pommern, verheiratet. Ihre Kinder waren:
- Charlotte Friderike Albertine (1787–1853)
- Gottlieb Ferdinand (1792–1859)
- Maria Albertine Ludowika (1794–1851)